# Rhodes / Maritsa
Rhodes / Maritsa (Rhodes Maritsa Airport) är en flygplats i Grekland.   Den ligger i prefekturen Nomós Dodekanísou och regionen Sydegeiska öarna, i den sydöstra delen av landet, 400 km öster om huvudstaden Aten. Rhodes / Maritsa ligger 62 meter över havet.
Terrängen runt Rhodes / Maritsa är platt norrut, men söderut är den kuperad. Havet är nära Rhodes / Maritsa åt nordväst. Runt Rhodes / Maritsa är det ganska tätbefolkat, med 104 invånare per kvadratkilometer. Närmaste större samhälle är Rhodos, 12,0 km nordost om Rhodes / Maritsa. == Kommentarer ==
1. ↑  Framräknat ur variansen i alla höjduppgifter (DEM 3") från Viewfinder Panoramas, inom 10 km radie.[2] Mer om algoritmen finns här: Användare:Lsjbot/Algoritmer.